# 出尾水虫科
出尾水虫科（学名：Hydroscaphidae）是鞘翅目下的一个科。

## 下属分类
本科包括以下属：
- 出尾水虫属 Hydroscapha LeConte, 1874
- Scaphydra Reichardt, 1973
- Yara Reichardt & Hinton, 1976